# Niwiszcze (rejon lachowicki)
Niwiszcze (biał. Нівішча; ros. Нивище) – wieś na Białorusi, w obwodzie brzeskim, w rejonie lachowickim, w sielsowiecie Honczary.

## Historia
W dwudziestoleciu międzywojennym wieś i osada leżące w Polsce, w województwie nowogródzkim, w powiecie baranowickim, w gminie Niedźwiedzica. W 1921 wieś liczyła 155 mieszkańców, zamieszkałych w 25 budynkach, w tym 138 Polaków i 17 Białorusinów. 115 mieszkańców było wyznania prawosławnego i 40 rzymskokatolickiego. Osada była wówczas niezamieszkała.
Po II wojnie światowej w granicach Związku Sowieckiego. Od 1991 w niepodległej Białorusi.